# André Blandin
Pour les articles homonymes, voir Blandin (homonymie).
Œuvres principales
- La Belle Valence (coécrit avec Théo Varlet)

André Blandin, nom de plume d'André Jacques Peltier,  né le 5 août 1878 à Paris 10e et mort le 11 mars 1944, est un peintre et romancier belge d'origine française.

## Biographie

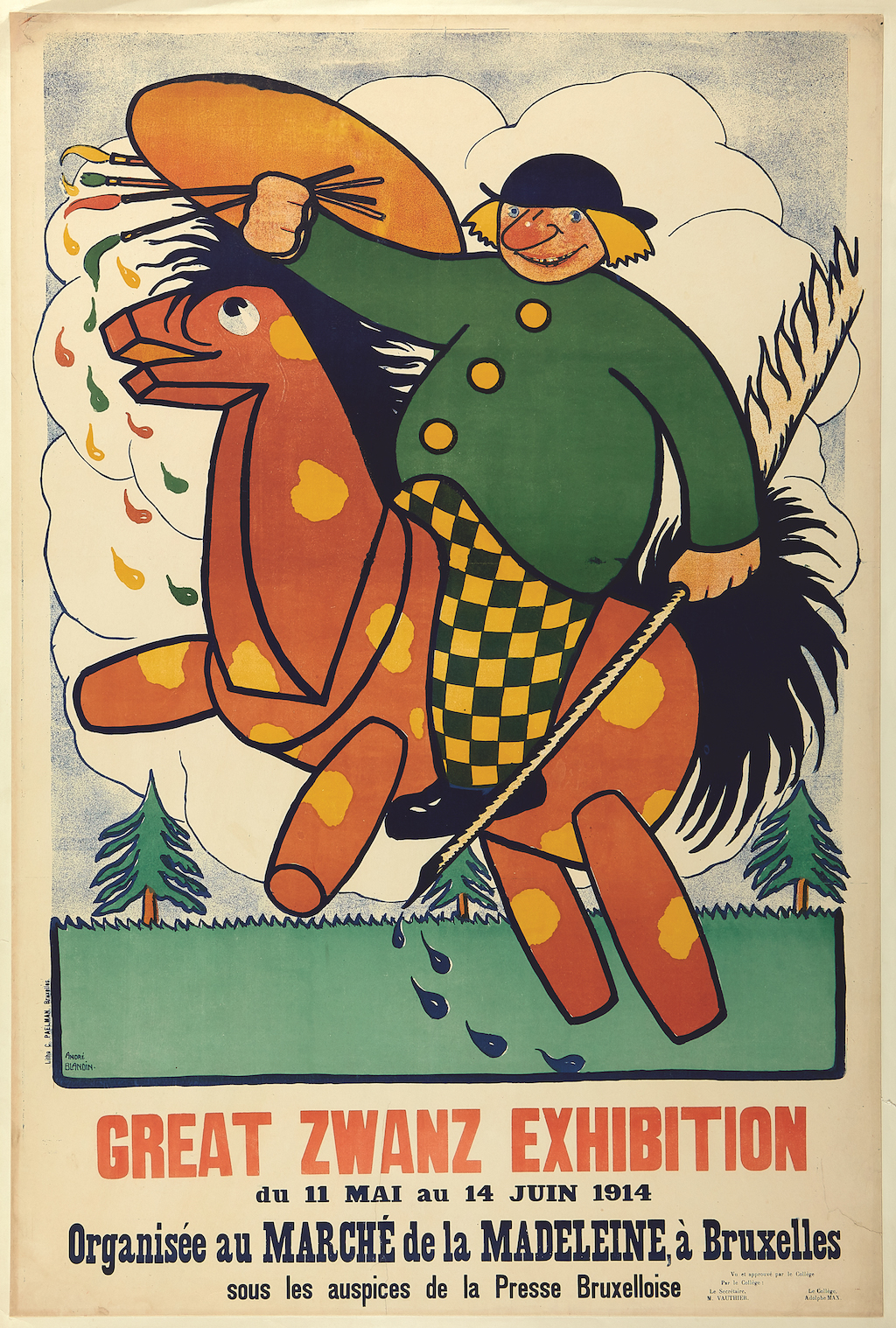
Great Zwanz Exhibition Bruxelles (affiche lithographiée, 1914).

D'origine française, André Blandin s'installe en 1901 à Bruxelles où il prend la nationalité belge. Influencé par le luminisme, il peint des tableaux de paysages et des natures mortes.
Après avoir organisé la première exposition cubiste à Bruxelles, il fonde avec Louis Piérard la revue Le Passant : gazette hebdomadaire illustrée et fantaisiste qui paraît d’octobre 1911 à mai 1912. Il participe à l'Exposition d'Art Belge à Paris en 1921.
Il collabore avec le romancier français Théo Varlet en 1923 pour écrire le roman merveilleux-scientifique La Belle Valence qui raconte les aventures de poilus français envoyés dans la Valence du XIVe siècle.